# Long Tĩnh

Vị trí tại Long Tĩnh

Long Tĩnh (tiếng Trung: 龍井區; bính âm: Lóngjǐng qū) là một khu (quận) của thành phố Đài Trung, Trung Hoa Dân Quốc (Đài Loan). Đây là quận cửa ngõ thông ra biển của khu vực đô thị của Đài Trung. Long Tĩnh có diện tích 38,0377 km², dân số tháng 8 năm 2011 là 74.286 người trong 20.879 hộ gia đình, mật độ dân cư đạt 1953 người/km².